# 키시베 잇토쿠
기시베 잇토쿠(일본어: 岸部 一徳, 1947년 1월 9일 ~)는 일본의 배우이자 음악가이다. 교토부 교토시 출신이며, 본명은 기시베 슈조 (岸部 修三)이다.

## 주요 출연 작품

### 드라마
- 1975년 《악마같은 녀석》
- 2001년 《어느 날, 폭풀처럼》
- 2001년 《블랙잭》
- 2002년 《꿈의 캘리포니아》
- 2002년 《사립탐정 하마 마이크》
- 2004년 《란포R》
- 2005년 《루리의 섬》
- 2005년 《오늘 밤 홀로 침대에서》
- 2005년 《클라이머즈 하이》
- 2002년 ~ 2011년 《파트너》
- 2006년 《신은 주사위를 던지지 않는다》
- 2006년 《의룡》
- 2007년 《메종일각》
- 2007년 《이키루》
- 2007년 《의룡 2》
- 2007년 《샤바케》
- 2008년 《투모로우: 해는 다시 뜬다》
- 2008년 《메종일각》
- 2009년 ~ 2010년 《불모지대》
- 2010년 《의룡 3》
- 2010년 《오사카 러브 앤 소울》
- 2011년 《스쿨!!》
- 2011년 《안녕 우리들의 유치원》
- 2011년 《경우》
- 2012년 《닥터-X~외과의 다이몬 미치코~》
- 2015년 《민왕》

### 영화
- 1989년 《그 남자, 흉폭하다》
- 1995년 《마크스의 산》
- 1995년 《잠자는 남자》
- 1999년 《전국노래자랑》
- 1999년 《상어가죽남자와 복숭아엉덩이 여자》
- 2001년 《음양사》
- 2003년 《자토이치》
- 2004년 《식스티나인》
- 2005년 《망국의 이지스》
- 2006년 《훌라 걸스》
- 2006년 《이누가미가의 일족》
- 2007년 《배터리》
- 2007년 《HERO》
- 2007년 《코끼리의 등》
- 2007년 《텐텐》
- 2007년 《해피 플라이트》
- 2008년 《논짱 도시락》
- 2010년 《13인의 자객》
- 2011년 《마호로 역 다다 심부름집》
- 2017년 《아웃레이지 파이널》
- 2021년 《총리의 남편》
- 2021년 《99.9-형사 전문 변호사-THE MOVIE》